# (12493) Minkowski
(12493) Minkowski  es un asteroide perteneciente al cinturón de asteroides, descubierto el 4 de agosto de 1997 por Paul G. Comba desde el Observatorio de Prescott, en Arizona, Estados Unidos.

## Designación y nombre
Minkowski se designó inicialmente como 1997 PM1.
Más adelante fue nombrado en honor al matemático alemán  Hermann Minkowski (1864-1909).

## Características orbitales
Minkowski orbita a una distancia media del Sol de 3,1579 ua, pudiendo acercarse hasta 2,8469 ua y alejarse hasta 3,4689 ua. Tiene una excentricidad de 0,0984 y una inclinación orbital de 6,7033° grados. Emplea en completar una órbita alrededor del Sol 2049 días.

## Características físicas
Su magnitud absoluta es 13,3.